# Латортю, Жерар
Жерар Латортю (фр. Gérard Latortue; 19 июня 1934, Гонаив, Гаити — 27 февраля 2023, Бока-Ратон, Палм-Бич, Флорида, США) — гаитянский политический и государственный деятель, премьер-министр Гаити (12 марта 2004 — 9 июня 2006), дипломат, министр иностранных дел Гаити (1988), педагог, профессор.

## Биография
Образование получил в Париже. С 1961 года был профессором юридического факультета университета Порт-о-Пренса. В 1963 году бежал из страны от режима диктатора Франсуа Дювалье. Во время своего пребывания за границей работал, среди прочего, профессором экономики в Межамериканском университете в Пуэрто-Рико, старшим сотрудником Организации ООН по промышленному развитию (ЮНИДО). В 1988 году вернулся из Флориды, США на родину. В том же году занял должность министра иностранных дел в администрации президента Лесли Манига.
На протяжении многих лет служил официальным представителем Гаити в ООН. Был генеральным директором Ассоциации университетов и исследовательских центров Карибского бассейна.
После государственного переворота 2004 года и смещения президента Аристида, правительство премьер-министра Ивона Нептюна, было заменена переходным правительством, которое возглавил Жерар Латортю.
Будучи премьер-министром, стремился к тому, чтобы возглавляемое им правительство достигло национального примирения. Во время его первого публичного выступления после избрания премьер-министром 21 марта 2004 года он был с энтузиазмом встречен 3000-й толпой гаитян в его родном городе Гонаив. Он почтил минутой молчания всех жертв революции и пообещал горожанам питьевую воду и строительство новых домов. В результате не смог решить серьёзные экономические и финансовые трудности страны.
После отставки вернулся в Майами (США). Работал телеведущим программ на гаитянском креольском языке в Майами.
Умер после падения 27 февраля 2023 года в возрасте 88 лет.